# Stele Maraş C/7

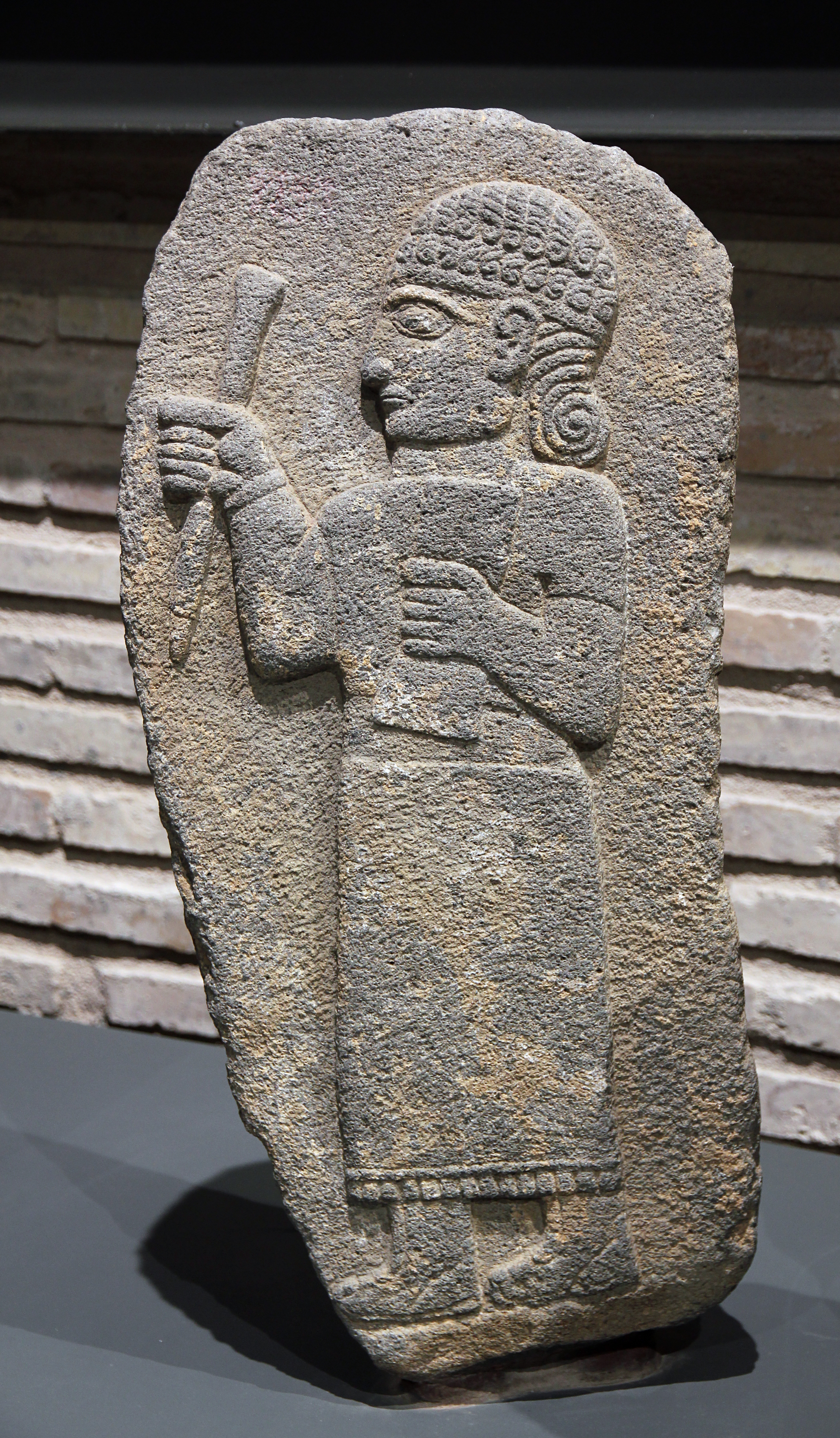
Stele Maraş C/7

Die Stele Maraş C/7 ist ein späthethitisches Relief aus der Südtürkei, wahrscheinlich ein Grabmonument. Sie wurde vor 1942 in der Umgebung von Maraş, der heutigen türkischen Provinzhauptstadt Kahramanmaraş, gefunden und ist jetzt im Archäologischen Museum von Adana mit der Inventarnummer 1757 ausgestellt.

## Beschreibung
Die Stele besteht aus Basalt und hat Maße von 0,65 Metern in der Höhe und 0,29 Meter in der Breite. Die Ränder sind leicht bestoßen, aber bis auf eine Fußspitze ist die Darstellung vollständig und gut erhalten. Abgebildet ist eine bartlose männliche Gestalt, die deutlich als Schreiber erkennbar ist, Ekrem Akurgal bezeichnet ihn der Haltung nach als Adoranten. Die linke Hand hält vor der Brust eine Schreibtafel, die rechte erhebt nach vorn einen Stylus. Die übertriebene Größe des Schreibgeräts schreibt Akurgal der Naivität des Steinmetzen zu. Der Dargestellte ist mit einem knöchellangen, gegürteten Gewand bekleidet, dessen unterer Rand mit einer Borte verziert ist. Gesicht und Haartracht mit einzeln modellierten Locken und aufgerolltem Nackenhaar sind sehr fein ausgearbeitet. 
Die abgebildete Gestalt erinnert stark an die rechte Figur der Stele Maraş C/5. Dort hat allerdings der rechts stehende Schreiber eine unterstützende Funktion, vermutlich soll er Orakelsprüche oder Grabinschriften aufzeichnen, wogegen der hier Abgebildete der Inhaber der Stele ist.
Der deutsche Vorderasiatische Archäologe Winfried Orthmann ordnet das Bildwerk nach stilistischen Gesichtspunkten in die Gruppe Maraş II/III ein, die er der Periode Späthethitisch IIIa zuordnet und damit ins 9. Jahrhundert v. Chr. datiert. Sein Kollege Dominik Bonatz gibt als Datierung 875–800 v. Chr. an.